# Фабија Евдокија
Фабија Евдокија, ћерка „Роге“ (вероватно се ради о Рогату) из водеће афричке породице, била је супруга византијског цара Ираклија.
Као вереница Ираклија Млађег затекла се у Цариграду 610. када је под вођством њеног будућег супруга покренута експедиција против узурпатора Фоке. Њу и њену будућу свекрву Епифанију заточио је Фока, али су их „зелени“ избавили из заточеништва и одвели на сигурно Ираклију Млађем. У истом дану (7. октобар 610) венчана је за Ираклија Млађег и проглашена за августу. Родила је Ираклију ћерку Епифанију (7. јула 611) и сина Ираклија Константина (3. маја 612).
Умрла је 13. августа 616. године, а сахрањена у цркви светих Апостола.